# Stardust Resort and Casino
Het Stardust Resort and Casino (ook: the Stardust) was een op 2 juli 1958 geopend hotel en casino aan de Strip in Las Vegas, Nevada, Verenigde Staten.

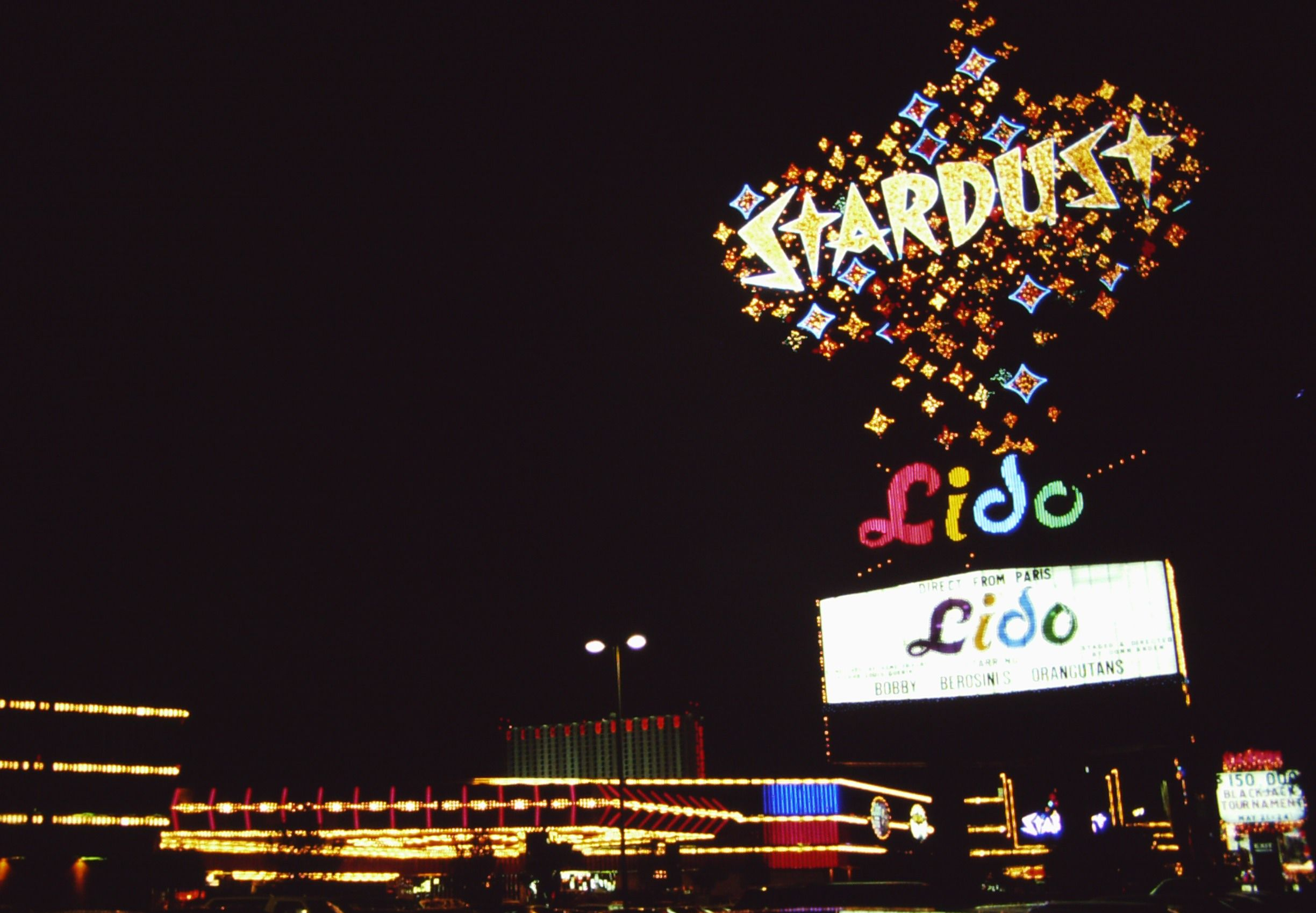
Het beroemde Stardust logo in 1990

## Geschiedenis
Het resort werd bedacht en gebouwd door Tony Cornero, die stierf voordat de bouw was afgerond. Het resort werd overgenomen en de bouw werd afgerond door John Factor (alias Jake the Barber), de half-broer van cosmetica verkoper Max Factor. Toen het hotel geopend werd, had het het grootste casino en het grootste zwembad in Nevada en was het het grootste hotel in de wijde omgeving.
Kort na opening van het hotel ging het naastgelegen Royal Nevada failliet en werd dit gebouw verwerkt in het complex van het Stardust.
Vanaf de jaren '60 kreeg het hotel te maken met invloeden vanuit de georganiseerde misdaad. Het Stardust was een goudmijn voor de Chicago Outfit, een criminele organisatie die een groot deel van de gemaakte winst afroomde. Maffialid Frank Rosenthal, op wiens leven de film Casino deels is gebaseerd, was er lange tijd casinobaas.
Vele bekende artiesten traden op in het resort. Zo begonnen Siegfried & Roy hun carrière aan de Strip als hoofdact in het Stardust.
Het hotel en casino sloten in 2006, relatief kort na de laatste grote renovatie in 1991. De leegstaande gebouwen werden met een gecontroleerde implosie met de grond gelijk gemaakt.